# Camponotus werthi
Camponotus werthi é uma espécie de inseto do gênero Camponotus, pertencente à família Formicidae.